# Puente de Piedra (Porto Alegre)

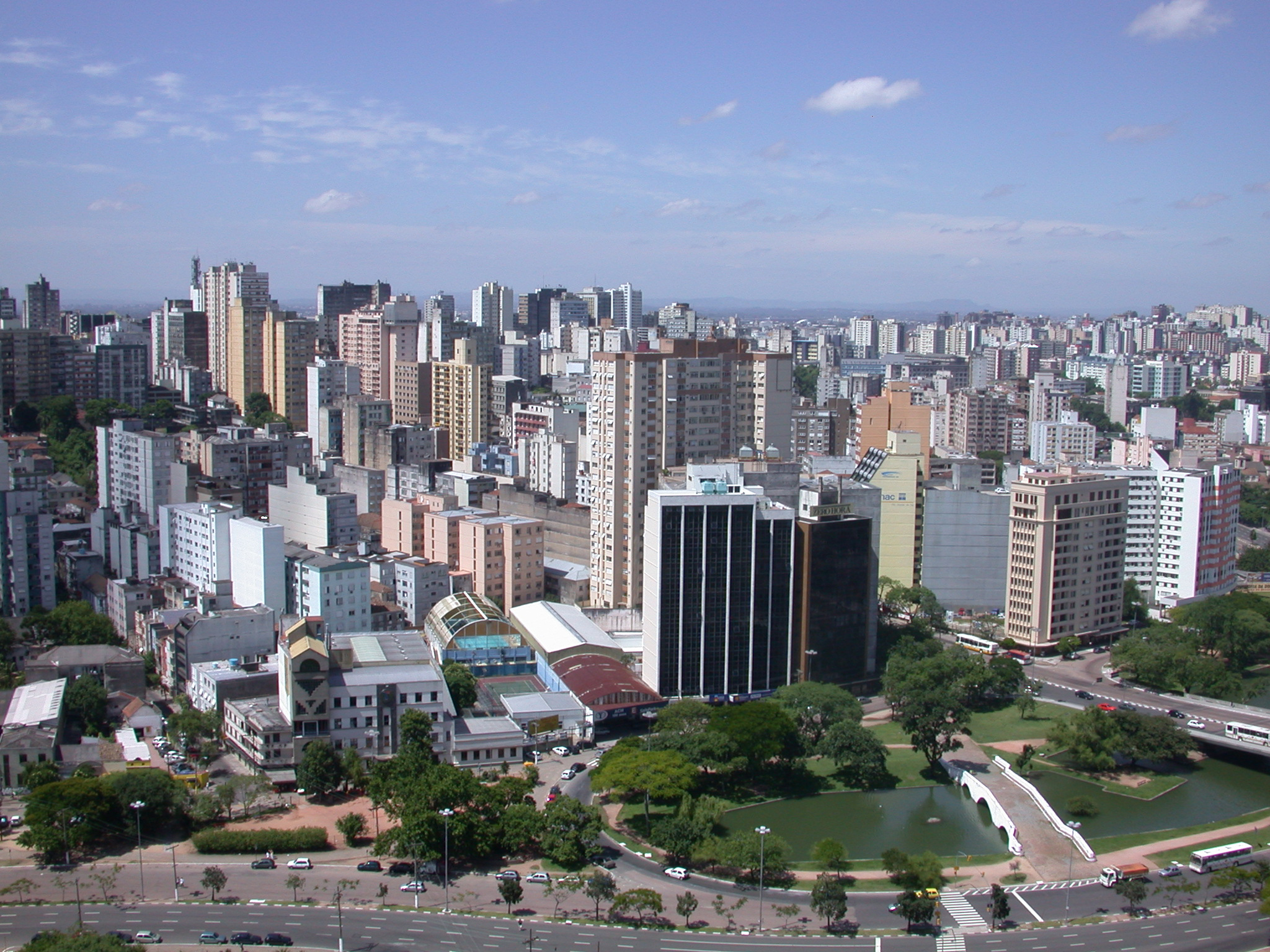
Vista de Porto Alegre, con el Puente de Piedra a la derecha.

El Puente de Piedra (en portugués Ponte de Pedra) es un monumento histórico de la ciudad brasileña de Porto Alegre, capital del estado de Río Grande del Sur. Está situado en el lugar denominado Largo dos Açorianos. Antiguamente cruzaba el arroyo Diluvio y era la única conexión entre las chacras del sur y el centro de la ciudad.
El puente de piedra sustituyó a un primitivo puente de madera erguido casi en el mismo sitio en 1825. Varias veces reconstruido debido a los estragos causados por inundaciones y por el deterioro natural de la madera, fue cerrado al tránsito en marzo de 1848, cuando ya estaban casi finalizadas las obras de un nuevo puente, que había sido mandado a construir en 1846 por el Conde de Caxias, presidente de la Provincia. La nueva obra debía ser más duradera, por lo que fue construida en mampostería de piedra, siendo inaugurada también en 1848. 
En 1937 el arroyo comenzó a ser rectificado y el puente perdió su función, pero sobrevivió como recuerdo y patrimonio de aquellos tiempos pasados. Transformado en monumento urbano, el puente de piedra fue protegido por el municipio en 1979 y se le incorporó un espejo de agua bajo sus tres pilares en arco, aunque el nivel de agua haya sido establecido por encima de sus pilares, que usualmente estaban a la vista. Su aspecto actual es el mismo bajo condiciones de inundación.